# 와다 아사키
와다 아사키(일본어: 和田 麻希, 2004년 8월 19일 ~ )는 일본의 여자 축구 선수이다.

## 구단 경력
2021년 WE리그의 세레소 오사카에 입단하였다.

## 국가대표팀 경력
그녀는 2024년 FIFA U-20 여자 월드컵에 참가할 일본 U-20 국가대표팀에 발탁되었으며, 2경기에 출전, 준우승에 기여했다.